# Джан Шуай
Джан Шуай (китайски традиционен: 張帥, опростен: 张帅, пинин: Zhāng Shuài) (родена на 21 януари 1989 г. в Тиендзин) е китайска професионална тенисистка. Тя печели първата си WTA титла на сингъл на турнира Гуанджоу Интернешънъл Уименс Оупън 2013.

## Лични данни
Родителите ѝ са бивши спортисти. Започва да играе тенис на 6-годишна възраст, след като нейните родители я завеждат в местен тенис клуб. Любимата ѝ настилка е твърдата. Нейни идоли са Андре Агаси, Роджър Федерер и Жустин Енен. Най-незабравимото ѝ тенис преживяване е победата ѝ над Динара Сафина на Чайна Оупън 2009. Обича да слуша музика, да прави снимки, както и да изследва местата, които посещава.

## Кариера

### 2006 – 2009
През 2006 г. Джан играе за първи път в основна схема на турнир от веригата на WTA в Гуанджоу. Печели 4 ITF титли на сингъл и 2 на двойки.
През 2007 г. печели 5 трофея на сингъл и още 1 на двойки от тура на ITF.
Джан участва в основната схема на US Open 2008 и отпада в първи кръг.
През 2009 г. Джан стига до трети кръг на Чайна Оупън 2009, където губи от Марион Бартоли. Печели 5 ITF титли – 3 на сингъл и 2 на двойки.

### 2010
През месец март Джан печели ITF турнир с награден фонд $25 000, надигравайки Джейми Хемптън във финала с 6 – 2, 6 – 1. Седмица по-късно играе финал и в Клиъруотър, но там отстъпва на Йохана Ларсон с 6 – 7, 0 – 6. През май тя участва в нов финал на турнир от ITF, но отново губи, този път от Кая Канепи. Джан преодолява квалификациите на Ролан Гарос 2010, но в първи кръг на основната схема е отстранена от Надя Петрова. Следващият ѝ турнир, провеждащ се в Марибор с награден фонд $50 000, ѝ носи 14 ITF титла. През август Джан губи в мача за титлата на ITF турнир с награден фонд $75 000 в Пекин. През септември на WTA турнир в Гуанджоу Джан стига до полуфиналите, където отстъпва на Алла Кудрявцева. След доброто си представяне, тя прави своя дебют в първите 100 на света.

### 2011
Най-добрият ѝ резултат за сезона идва на И Бокс Сони Ериксон Оупън 2011, където тя стига до четвъртфиналите, но там е спряна от Луцие Шафаржова в три сета. И в четирите турнира от Големия шлем за годината – Аустрелиън Оупън 2011, Ролан Гарос 2011, Уимбълдън 2011 и US Open 2011, Джан отпада в първи кръг.

### 2012
Джан губи в първи кръг на Аустрелиън Оупън 2012 и Ролан Гарос 2012. В останалите два турнира от Големия шлем отпада още в квалификациите. Печели 2 WTA титли на двойки.

### 2013
През първия месец за годината, Джан играе в два турнира, организирани от ITF. В един от тях стига до полуфиналите. През февруари отпада в квалификациите на Катар Тотал Оупън 2013 и Дубай Тенис Чемпиъншипс 2013, а седмица по-късно стига до втори кръг на Малайзиън Оупън 2013, но е спряна от Сие Шу-вей. През март и началото на април губи в квалификациите на Сони Оупън Тенис 2013 и Фемили Съркъл Къп 2013. През остатъка от месец април тя участва в ITF турнири, като в един от тях стига до мача за титлата, но е надиграна от Айла Томлянович с 6 – 2, 4 – 6, 3 – 6. През май отпада в квалификациите на Интернационали БНЛ д'Италия 2013. В основната схема на Бръсълс Оупън 2013 Джан влиза като квалификантка и стига до осминафиналите, но е отстранена от Слоун Стивънс. Следващият ѝ турнир е чак през юли в Пекин и е от тура на ITF с награден фонд $75 000. Тя го печели, след като побеждава своя сънародничка във финала с 6 – 2, 6 – 1. През август следва участие в турнир от сериите 125 на WTA, където тя отстъпва в четвъртфиналите на Джън Сайсай. На Ню Хейвън Оупън 2013 и US Open 2013 тя отпада в квалификациите. В началото на септември стига полуфинал на ITF турнир с награден фонд $50 000. След това на турнира Гуанджоу Интернешънъл Уименс Оупън 2013 Джан печели първата си WTA титла, отстранявайки квалификантката Ваня Кинг със 7 – 6, 6 – 1 във финалния двубой.

## Финали на турнири отWTA Тур

### Сингъл: 3 (2 – 1)
| Легенда                              |
| ------------------------------------ |
| Турнири от Големия шлем (0 – 0)      |
| Шампионат на WTA Тур (0 – 0)         |
| Задължителни Висши & Висши 5 (0 – 0) |
| Висши (0 – 0)                        |
| Международни (1 – 0)                 |
| Турнири от сериите 125 (1 – 1)       |

| Финали по настилка |
| ------------------ |
| Твърда (2 – 1)     |
| Трева (0 – 0)      |
| Клей (0 – 0)       |
| Мокет (0 – 0)      |

| Изход      | No. | Дата              | Турнир                                              | Настилка | Опонент          | Резултат                   |
| ---------- | --- | ----------------- | --------------------------------------------------- | -------- | ---------------- | -------------------------- |
| Шампионка  | 1.  | 22 септември 2013 | Гуанджоу Интернешънъл Уименс Оупън, Гуанджоу, Китай | Твърда   | Ваня Кинг        | 7 – 6(7 – 1), 6 – 1        |
| Финалистка | 1.  | 27 септември 2013 | Нинбо Интернешънъл Уименс Тенис Оупън, Нинбо, Китай | Твърда   | Бояна Йовановски | 7 – 6(9 – 7), 4 – 6, 1 – 6 |
| Шампионка  | 2.  | 3 ноември 2013    | Нанкин Лейдис Оупън, Нанкин, Китай                  | Твърда   | Аюми Морита      | 6 – 4, отказване           |

### Двойки: 9 (5 – 5)
| Легенда                              |
| ------------------------------------ |
| Турнири от Големия шлем (0 – 0)      |
| Шампионат на WTA Тур (0 – 0)         |
| Задължителни Висши & Висши 5 (0 – 0) |
| Висши (0 – 0)                        |
| Международни (4 – 4)                 |
| Турнири от сериите 125 (1 – 1)       |

| Финали по настилка |
| ------------------ |
| Твърда (4 – 5)     |
| Трева (0 – 0)      |
| Клей (1 – 0)       |
| Мокет (0 – 0)      |

| Изход      | No. | Дата              | Турнир                                              | Настилка | Партньорка         | Опонентки                           | Резултат                              |
| ---------- | --- | ----------------- | --------------------------------------------------- | -------- | ------------------ | ----------------------------------- | ------------------------------------- |
| Шампионки  | 1.  | 10 октомври 2011  | Ейч Пи Оупън, Осака, Япония                         | Твърда   | Кимико Дате-Крум   | Ваня Кинг Ярослава Шведова          | 7 – 5, 3 – 6, [11 – 9]                |
| Финалистки | 1.  | 26 февруари 2012  | Монтерей Оупън, Монтерей, Мексико                   | Твърда   | Кимико Дате-Крум   | Сара Ерани Роберта Винчи            | 2 – 6, 6 – 7(6 – 8)                   |
| Шампионки  | 2.  | 5 май 2012        | Ещорил Оупън, Ещорил, Португалия                    | Клей     | Чуан Чия-Джун      | Ярослава Шведова Галина Воскобоева  | 4 – 6, 6 – 1, [11 – 9]                |
| Шампионки  | 3.  | 22 септември 2012 | Гуанджоу Интернешънъл Уименс Оупън, Гуанджоу, Китай | Твърда   | Тамарин Танасугарн | Ярмила Гайдошова Моника Никулеску   | 2 – 6, 6 – 2, [10 – 8]                |
| Финалистки | 2.  | 3 март 2013       | Малайзиън Оупън, Куала Лумпур, Малайзия             | Твърда   | Жанет Хусарова     | Сюко Аояма Чан Кай-чен              | 7 – 6(7 – 4), 6 – 7(4 – 7), [12 – 14] |
| Шампионки  | 4.  | 27 септември 2013 | Нинбо Интернешънъл Уименс Тенис Оупън, Нинбо, Китай | Твърда   | Чан Юн-ян          | Ирина Бурячок Оксана Калашникова    | 6 – 2, 6 – 1                          |
| Финалистки | 3.  | 13 октомври 2013  | Ейч Пи Оупън, Осака, Япония                         | Твърда   | Саманта Стосър     | Кристина Младенович Флавия Пенета   | 4 – 6, 3 – 6                          |
| Финалистки | 4.  | 3 ноември 2013    | Нанкин Лейдис Оупън, Нанкин, Китай                  | Твърда   | Ярослава Шведова   | Мисаки Дои Сюй Ифан                 | 1 – 6, 4 – 6                          |
| Финалистки | 5.  | 11 януари 2014    | Хобарт Интернешънъл, Хобарт, Австралия              | Твърда   | Лиса Реймънд       | Моника Никулеску Клара Закопалова   | 2 – 6, 7 – 6(7 – 5), [8 – 10]         |
| Шампионки  | 5.  | 2 февруари 2014   | Патая Оупън, Патая, Тайланд                         | Твърда   | Шуай Пън           | Алла Кудрявцева Анастасия Родионова | 3 – 6, 7 – 6(7 – 5), [10 – 6]         |